# Richard Dadd

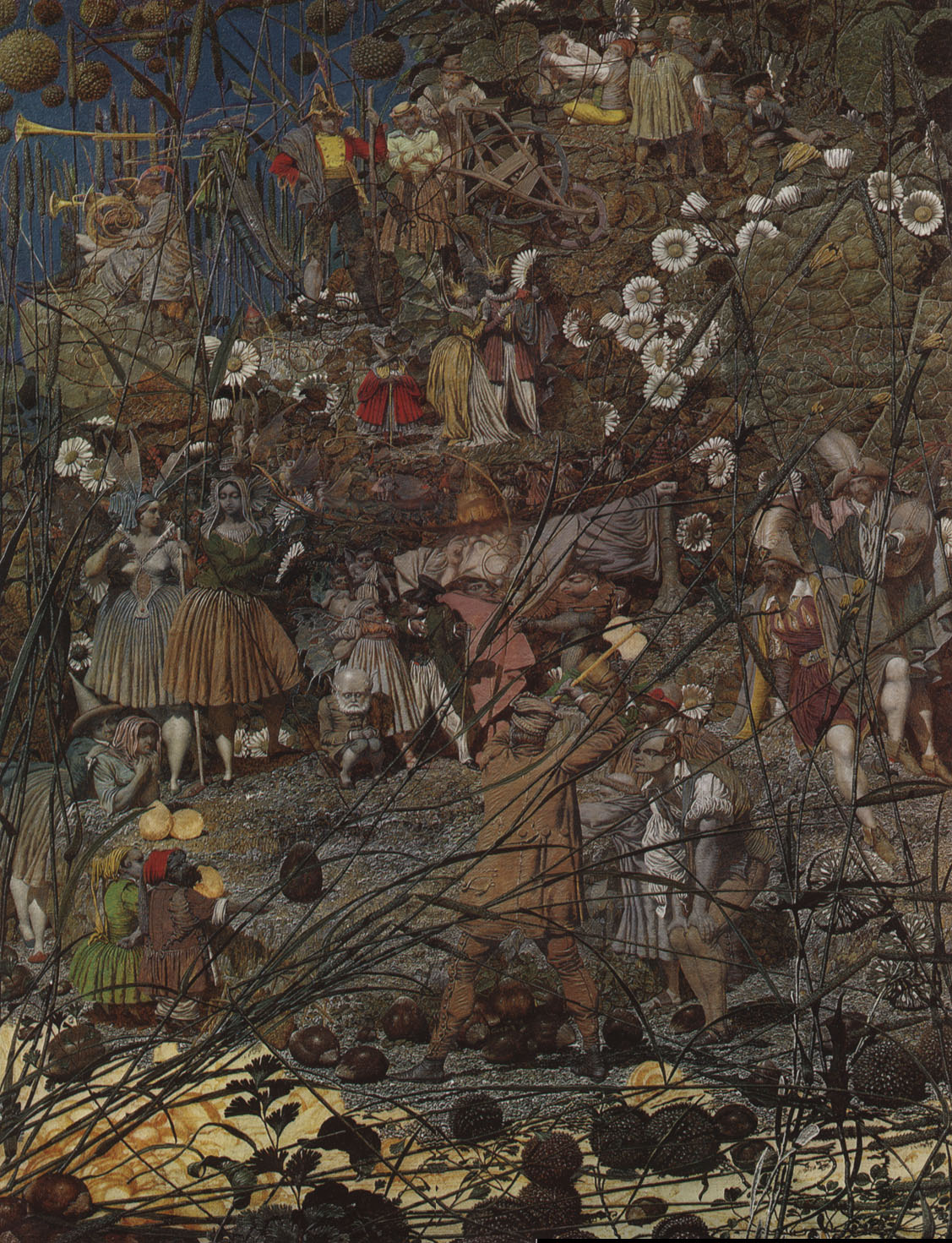
Fairy Feller’s Master-Stroke

Richard Dadd (ur. 1 sierpnia 1817 w Chatham, zm. 7 stycznia 1886), angielski malarz ery wiktoriańskiej, znany ze swoich obrazów o baśniowej tematyce.
Najsłynniejsze dzieła Dadda powstały, gdy przebywał on w zakładzie dla umysłowo chorych w londyńskim Bethlem, skazany za ojcobójstwo i podwójne usiłowanie morderstwa.
Richard Dadd urodził się jako syn aptekarza. Jego talent do rysowania ujawnił się we wczesnym wieku. Ojciec, popierając zdolności syna, przeprowadził się wraz z rodziną do Londynu, gdzie młody Dadd dostał się do Królewskiej Akademii Sztuk Pięknych. Razem z Williamem Powell Frithem, Henrym O’Neilem i Augustusem Eggem założył tzw. Klikę, stowarzyszenie studentów malarstwa i rysunku. Od początku istnienia grupy Dadd uważany był za najbardziej utalentowanego członka Kliki.
W lipcu 1842 roku Thomas Phillips, patron Dadda, zaprosił go na podróż po Bliskim Wschodzie. Trasa wieść miała przez Grecję, Turcję, Palestynę i Egipt. W grudniu tegoż roku, podróżując statkiem po Nilu, Dadd doznał udaru słonecznego, który tragicznie wpłynął na jego zdrowie psychiczne. Uwierzył, że jest wysłannikiem boga Ozyrysa, który nakazał mu zgładzić grzeszników.
Powróciwszy do Anglii w 1843 roku, Dadd został oddany pod opiekę rodzinie w hrabstwie Kent. W sierpniu tego roku Dadd nabrał przekonania, że jego ojciec jest Szatanem w przebraniu i zwabiwszy go w odludne miejsce, zasztyletował go i uciekł do Francji. W drodze do Paryża Dadd dokonał próby morderstwa na turyście za pomocą brzytwy. Został schwytany, osądzony i skazany na dożywotnie przebywanie w zakładzie dla umysłowo chorych.
Badania lekarskie wykazały, że cierpiał na schizofrenię.
W szpitalu pozwolono mu kontynuować malowanie. Tam też powstały jego największe, choć nieliczne dzieła – najsłynniejsze z nich to obraz „Mistrzowskie cięcie baśniowego drwala” (1855-1864), które – choć niewielkich rozmiarów – skomponowane jest z niewiarygodnej ilości elementów i namalowane z nienaturalną precyzją. Obraz ten znajduje się w Tate Gallery w Londynie.
Twórczość Dadda była zapomniana do wystawy jego prac w Tate Gallery w 1974.